# Apayao
Apayao là một tỉnh không giáp biển của Philippines thuộc Vùng Hành chính Cordillera của Luzon, tỉnh lỵ là Luna. Tỉnh giáp với Cagayan ở phía bắc và đông, với Abra và Ilocos del Norte về phía tây, với Kalinga về phía nam. Trước năm 1995, Apayao và Kalinga là một tỉnh duy nhất với tên gọi ghép là Kalinga-Apayao. Tỉnh bị chia tách để quản lý tốt hơn khu vực Apayao có nhiều bộ tộc bản địa.

## Lịch sử
Mặc dù Apayao là khu vực được người Tây Ban Nha thâm nhập sớm nhất ở vùng Cordillera nhưng vốn dân cư ở đây chỉ bao gồm bộ tộc Isneg. Tỉnh nằm ngoài tầm kiểm soát của thực dân Tây Ban Nha cho đến cuối những năm 1800
Chính quyền Tây Ban Nha đã thiết lập comandancias của Apayao và Cabugaoan vào năm 1891, nay là phần phía tây và phía đông của tỉnh Apayao. Tuy nhiên comandancias đã thất bại trong việc mang lại quyền kiểm soát toàn bộ khu vực và chính quyền Tây Ban Nha thực tế chỉ duy trì quyền lực lỏng lẻo ở đây
Người Mỹ đã thiết lập Mountain Province vào ngày 13/08/1908, Apayao cùng với Amburayan, Benguet, Bontoc, Ifugao, và Lepanto trở thành các đơn vị hành chính trực thuộc tỉnh mới này. Trước đó, Apayao là một phần của tỉnh Cagayan
Năm 1942, Quân đội Đế quốc Nhật Bản tiến vào Apayao, bắt đầu sự chiếm đóng trong 3 năm trong Thế chiến II. Quân đội Thịnh vương chung Philippines đã đánh đuổi người Nhật vào năm 1945
Sau 60 năm thành lập, ngày 18/06/1966 Mountain Province chia tách thành thành 4 tỉnh là Benguet, Bontoc (sau đó đổi tên lại là Mountain Province, Kalinga-Apayao, Ifugao. Kalinga-Apayao cùng với Ifugao trở thành một tỉnh thuộc vùng Thung lũng Cagayan vào năm 1972
Ngày 15/07/1987, Vùng Hành chính Cordillera được thành lập và Kalinga-Apayao trở thành một trong các tỉnh trong vùng. Ngày 14/02/1995, Kalinga-Apayao chia tách thành 2 tỉnh riêng biệt

## Hành chính
Apayao được chia làm 7 đô thị tự trị:
- Casanasan (Bayag)
- Conner
- Flora
- Kabugao
- Luna
- Pudtol
- Santa Marcela